# Filologija
Filologija (grč. philología, ljubav prema riječi) u širem smislu označava znanost koja se bavi proučavanjem jezičnih pojava, kako gramatičkih tako i književnih. U užemu smislu odnosi se na proučavanje gramatike (za ovaj pojam pretežito se danas rabi izraz lingvistika ili jezikoslovlje).

## Poznati filolozi
- Friedrich Nietzsche.